# Суходол (Башкортостан)
Суходол (баш. Суходол) — деревня в Гафурийском районе Республики Башкортостан Российской Федерации. Входит в состав Ташлинского сельсовета.

## География

### Географическое положение
Расстояние до:
- районного центра (Красноусольский): 12 км,
- центра сельсовета (Ташла): 4 км,
- ближайшей ж/д станции (Белое Озеро): 47 км.

## Население
| 2002 | 2009 | 2010 |
| ---- | ---- | ---- |
| 3    | ↗8   | ↘2   |

Согласно переписи 2002 года, преобладающая национальность — русские (100 %).